# Game Boy
Game Boy (japanski ゲームボーイ Gēmu Bōi) ime je za porodicu dlanovnih igraćih konzola koju je razvila japanska tvrtka Nintendo. Prva inačica igraće konzole Game Boy pojavila se 21. travnja 1989. u Japanu, a nakon četiri mjeseca na tržištu SAD-a. Uzveši sve inačice, do sada (2017.) je prodano više od 220,20 milijuna primjeraka Game Boya. U Hrvatskoj je konzole službeno distribuirala Alcu Rijeka sredinom 90-ih.

## Inačice
- Game Boy
- Game Boy Pocket
- Game Boy Light
- Game Boy Color
- Game Boy Advance
- Game Boy Advance SP
- Game Boy Micro

## Igre
Neke od poznatijih naslova za Game Boy: Tetris, Pokemon Red & Blue, Metroid II: Return of Samus, Castlevania, Donkey Kong Land, Dr. Mario, Game & Watch Gallery, Kirby's Dream Land, Kirby's Star Stacker, The Legend of Zelda: Link's Awakening, Lemmings, Mega Man, Mortal Kombat, Ms. Pac-Man, Picross, Pocket Bomberman, Space Invaders, Street Fighter II, Super Mario Land, TMNT, Wario Land, Wave Race i Yoshi.
Neke od poznatijih naslova za Game Boy Color: The Legend of Zelda: Oracle of Seasons/Ages, Harvest Moon, Pokémon Trading Card Game, Wario Land II i Shantae.
Neke od poznatijih naslova za Game Boy Advance: WarioWare, Tony Hawk's Pro Skater, The Legend of Zelda: The Minish Cap, The Legend of Zelda: Four Swords, Super Mario Advance, Sonic Advance, Spider-Man, Pokémon Ruby/Sapphire, Pokémon Emerald, Mega Man Battle Network, Mario & Luigi: Superstar Saga, Mario vs. Donkey Kong, Mario Kart: Super Circuit, Fire Emblem i Crash Nitro Kart.